# Марк Корнелій Малугінен (цензор)
Марк Корне́лій Малугіне́н (лат. Marcus Cornelius Maluginensis; V—IV століття до н. е.) — політичний, державний і військовий діяч Римської республіки, цензор-суфект 393 року до н. е.

## Біографічні відомості
Походив з патриціанського роду Корнеліїв, його гілки Малугіненів. Про батьків, дитячі роки його відомостей немає.
393 року до н. е. вперше і востаннє в історії Стародавнього Риму було запроваджено посаду цензора-суффекта, яку обійняв Марк Корнелій. Його було призначено аби замістити одного з цензорів того року — Гая Юлія Юла, який помер тоді під час якоїсь моровиці. Марк Корнелій успішно провів люстрацію, податкове визначення громадян на Марсовому полі та приніс трьох тварин у жертву богу Марсу.
З того часу про подальшу долю Марка Корнелія Малугінена згадок немає. 